# Uggeløse Kirke
Uggeløse Kirke er opført omkring 1150 på et af de højeste punkter på Sjælland. Kirkeskibet er af rå og kløvede kampesten med hjørnekvadre af frådsten.
Kirken gennemgik en større ombygning sidst i 1330'erne, hvor der bl.a. blev indsat et lektorium i kirken. Lektoriet var en slags tømret pulpitur, som adskilte menigheden fra præsteskabet i koret, og som dannede baggrund for menighedens alter, mens højalteret i koret var lukket inde og skjult for menigheden. Lektoriet antages at være brudt ned efter reformationen 1536.
Uggeløse Kirke blev testamenteret til Esrum Kloster i 1337 af Fru Ingefred af Galløse (Ganløse), og antagelig er lektoriet et udtryk for, at et større antal munke fra Esrum har gjort tjeneste i kirken.
Ved en ombygning i 1841 forsvandt altertavlen fra 1597 og prædikestolen fra 1629. Men den originale døbefont findes stadig i kirken.

## Kirkeskibet
Kirkeskibet er en model af Skoleskibet Danmark, 3 master fuldskib. Modellen er bygget i 1950 af Jens Hansen, Esbjerg, og doneret til kirken af fru Randlov. I 1955 blev det renoveret af maler Ove Andersen i Slagelse.
- Skoleskibet Danmark
- Danmark i kirkerummet

## Eksterne kilder og henvisninger
1. ↑  "Om Uggeløse Kirke". Arkiveret fra originalen 12. februar 2010. Hentet 11. oktober 2010.

- Uggeløse Kirke hos KortTilKirken.dk
- Uggeløse Kirke hos danmarkskirker.natmus.dk (Danmarks Kirker, Nationalmuseet)